# Las Tres Vírgenes
Las Tres Vírgenes es un complejo de volcanes localizado en el Municipio de Mulegé en el estado de Baja California Sur, en la Península de Baja California en el noroeste de México. El complejo está compuesto de tres volcanes alineados de noreste a suroeste: “El Viejo” al noreste, “El Azufre” en medio y “El Virgen” al suroeste. “El Virgen”; que es el más prominente de los tres, es comúnmente llamado “Las Tres Vírgenes”.

## Historia de erupciones
La última erupción de los volcanes en el complejo fue de El Virgen, pero la fecha es objeto de controversia. Un mapa dibujado por el misionero jesuita croata Fernando Consag contiene una referencia a una erupción en 1746. Sin embargo, el fechado radiométrico no coincide con esto. Un fragmento de carbón encontrado en un depósito volcánico se fechó en aproximadamente 6,515 años de antigüedad. Un flujo de lava basáltica; que debe ser más reciente que la erupción, fue fechado en aproximadamente 24,000 años de antigüedad, que concuerda con una datación de fragmentos de tefra de El Virgen que resultó en aproximadamente 36,000 años de antigüedad para la erupción.